# Samoja
Samoja is een bestuurslaag in het regentschap Kota Bandung van de provincie West-Java, Indonesië. Samoja telt 12.508 inwoners (volkstelling 2010).